# 滿島光
滿島光（日语：／ Mitsushima Hikari ，1985年11月30日—），日本女演員，沖繩縣沖繩市出身，前歌唱組合Folder5成員。祖父為法裔美國人，滿島有四分之一外國血統。

## 職業生涯

### 出道緣由
滿島光在沖繩市長大。10歲時被朋友拉去參加那霸市「第二回 安室奈美惠 with Super Monkey's」的徵選，那霸市離家約一個半小時車程，母親當時以「練習自己搭巴士也好」表示贊成滿島參加徵選，最後意外的選上。其中一位評審欣賞滿島的潛質，說服父母讓滿島接受沖繩演藝學校的一年免費表演課程（優勝者免費）。

### 歌唱組合
小學四年級時，經演藝學校受訓後，因校內選拔而加入2男5女的音樂組合「Folder」。1997年8月1日，以「HIKARI」名義發行Folder首張單曲〈パラシューター〉正式出道，此單曲銷量達10萬張以上。同年以兒童演員的身分參演電影《摩斯拉2 海底大決戰》。1998年與2000年，分別發行兩張專輯《THE EARTH》和《7 SOUL》，滿島在Folder時期總共發行7張單曲、2張專輯和1張精選輯。2000年，Folder因男團員三浦大知等人進入變聲期而改組為5位女生的組合「Folder5」，共發行8張單曲專輯，其中第3支單曲〈Believe〉成為話題動畫片《ONE PIECE》片頭曲而風靡一時。2002年，Folder5和男子組合w-inds.、FLAME共組期間限定團體「Earth Harmony」並發行單曲〈World needs love〉。

### 主持身分
2003年6月，Folder5解散，滿島回到東京的高中校園生活。對於此時期，滿島曾表示「不知為何，感覺失去了某種生活節奏。不想上學了。」開始無法調適，因而抗拒上學。期間，滿島的高中老師甚至每天去宿舍找滿島一起吃早餐及勸她回來上學，並讓滿島擔任籃球隊經理，使其逐漸重拾高中課業。在母團Folder5解散的四個月後，以高中在學生的身分，並以本名「満島ひかり」名義於2003年10月開始在東京電視臺傍晚的娛樂節目《XEBEC ONLINE》登場，擔任副手主持人，期間至綜合主持人，直至2005年3月退出節目。同時，從原歌手時期的經紀公司VISION FACTORY轉入子公司Palette。此時滿島雖一心想當演員，但接受許多試鏡皆失敗，因此仍以拍攝寫真刊物和上綜藝節目為主，但不符自己志趣，因而陷入低潮期。而留在東京發展未回沖繩的原因是「隱約的感覺到自己有一些未完成的事」。

### 職業演員

#### 2005年─2011年
直到2005年，試鏡中選參演《超人力霸王馬克斯》，並以此片正式步上演員之路。滿島在片中飾演面無表情的人造機器人，也因參與此系列而初次與知名的三池崇史等十幾位導演合作，拍攝過程中不同導演亦常提出「面無表情的悲傷」等不同的演技要求。翌年，滿島在上映的話題電影《死亡筆記本》片中飾演主角的妹妹而初次受到關注。2008年，參與NHK以舞蹈題材為主的晨間劇《瞳》，在劇中發揮舞蹈的才能。
2009年，事業迎來了重大轉機。該年上映的園子溫電影《愛的曝光》，使當時知名度仍不高的滿島以瘋狂而充滿爆發力的表演引起觀眾注目，憑獲得電影旬報獎、報知電影獎、橫濱電影節、每日電影獎等多個新人獎及最佳女配角獎，滿島在雜誌訪問曾表示，拍攝《愛的曝光》時，園子溫的指導對自己演戲的心態產生了重大的影響。同年，轉入以規劃演員為主的經紀公司Humanité。2010年，連續四部電影上映，電視劇方面則參演了喜劇《桃花期》等劇，並以此劇獲得個人第一座東京國際戲劇節助演女優賞（僅約出現四集），被媒體稱為「個性派女演員」。
2011年，參演NHK晨間劇《太陽公公》和富士電視台7月夏季連續劇《儘管如此也要活下去》。在後者劇中加害者家屬的負罪感演繹，使滿島獲得眾多肯定，並獲得橋田獎新人獎。同年9月，在神奈川縣橫濱市舉行的「滿島光電影節」揭幕，成為繼2009年「役所廣司電影節」之後，第二位獲得橫濱電影節冠名的演員。

#### 2012年─至今
2012年，一共四集的NHK BS Premium特別企劃紀實劇《開拓者們》則是滿島首次擔綱主演的電視劇。
2013年，在《Woman》飾演罹患再生不良性貧血的單親媽媽「小春」，此劇為民營電視台初主演。滿島在此劇中堅毅的單親媽媽感人詮釋，受到各方好評。滿島亦以此劇獲得第68回日本放送映畫藝術大獎、東京國際戲劇節最佳女主角獎和放送文化基金獎演技賞等獎項。2012年後，將演藝觸角延伸至舞臺劇，兩年內公演至少四部劇碼，並獲得第21回讀賣舞臺劇大獎最佳新人獎。
2014年10月，初次演出知名編劇宮藤官九郎的作品《對不起青春！》。宮藤曾在2011年的訪問中表示自己是滿島光的影迷，「只要她有演的電影都看」。2014年12月，滿島被日本知名電影雜誌《電影旬報》選為「日本電影史上100位女演員榜」的第15位（評選者為電影界人士、影評人，每15年一次）。2013年至2014年，在多個日本入口網站、雜誌特集被票選及評選為39歲以下飾演母親演技最佳的演員及39歲以下女演員演技榜第一位。
2015年1月，在《父親的背影》第二篇「Wedding Match」的演技獲日本第69屆文化廳藝術節電視劇部門獎的肯定，並以《對不起青春！》獲得第83回日劇學院賞助演女優賞。同年1月至5月，在日本、台灣、英國等地展開50場舞臺劇巡演。7月，聲音演出日本電視台《根性青蛙》連續劇中的「青蛙」一角，亦獲當季第86回日劇學院賞。11月，睽違13年重拾歌手身分，參與中島美雪致敬演唱會並現場獻唱。同月的22日，初次於J-WAVE電台主持《J-WAVE SELECTION HELLO MY HONEY》節目，安藤櫻與EGO-WRAPPIN'主唱中納良惠擔任GUEST。
2017年，獲銀河賞年度個人賞，並演出《四重奏》等劇獲得好評。除了戲劇上的表現，4月起亦在FM東京開始主持固定廣播節目《光のメロディー》；同月，跨刀為日本樂團MONDO GROSSO獻聲演唱主打歌〈ラビリンス〉。

## 個人相關

### 家庭
- 滿島光父親滿島惠作為奄美大島出身，母親為鹿兒島出身。雙親皆為國中體育教師，父親身兼籃球顧問，為中學籃球比賽全國冠軍隊的教練。滿島是四個兄弟姊妹之中的長女（兩個弟弟一個妹妹，其中一個弟弟是演員滿島真之介，排行第二；排行老三的妹妹是平面模特兒滿島南）。滿島光曾自稱是家中唯一的「運動白癡」（50公尺跑13秒）[10]，唯獨對跳舞有興趣。在家中講琉球語[34]。
- 2010年10月25日，在24歲時與因合作電影《從河底問好》而交往一年的導演石井裕也以傳真形式告知媒體結婚一事，並未舉行公開婚禮[2][35]。2016年5月，事務所證實，雙方已於同年1月離婚[3][4][5]。
- 弟弟滿島真之介的前妻為滿島光的經紀人。女子團體AKB48的Team 4成員之一村山彩希亦為滿島親戚[36]，兩人曾演出同一部劇《瞳（日语：瞳 (2008年のテレビドラマ)）》。

### 人物
- 身高162公分，血型A型。
- 自小極少看電視，最大興趣是閱讀、愛幻想，尤其喜愛推理類文學。兒時喜讀柯南·道爾、江戶川亂步作品[37]。平常有寫隨筆的習慣，記錄日常觀察和拍攝每部戲的感想，亦曾在文學雜誌上連載小說[13][38]。從小想當小說家。若不當演員，想從事地方線記者或老師的職業[39]。
- 運動不擅長，但小時候想成為運動選手。平常喜歡做自己發明的肢體協調動作[13]。不喜歡所有口感柔軟的甜點，最討厭布丁，但拍攝《怨屋本舖》因劇情需要曾連續吃了五個布丁。喜歡生吃檸檬[40]。不喜歡化妝，平常亦不化妝。除非工作需要[41]。若用一種動物形容自己，會是蝙蝠。最愛的動物是貓。[42]口頭禪是「wiiii～」、「fufu～」等無意義字眼；座右銘是（船到橋頭自然直）[42]。喝醉後會和非生物對話，例如路邊的車子[34]。
- 在Folder時期，與組合中的AKINA（日语：AKINA (歌手)）關係最好。與拍攝《愛的曝光》時結識的安藤櫻成為好友，兩人隨後共演《MAKE THE LAST WISH》、《庫希歐大佐（日语：クヒオ大佐）》、《太阳公公》、《尽管如此也要活下去》等多部作品，此外滿島光主演了安藤櫻姐姐安藤桃子執導的電影《碎片》。2011年初安藤櫻轉入Humanité（日语：ユマニテ (企業)）公司，與滿島光成為同門。
- 滿島上黑柳徹子節目《徹子的房間》時，邀請黑柳徹子出演NHK晨間劇《太陽公公》最終回，飾演自己的老年時期。息影24年、推掉無數邀約的黑柳因而答應演出[43]。

## 戲劇演出

### 電影
- 摩斯拉2 海底大決戰（1997年12月13日，導演：三好邦夫） - 浦内汐里  ※電影初出演
- 死亡筆記本1、2（2006年6月17日、11月3日，導演：金子修介） - 夜神粧裕
- 美髮屍（日语：エクステ (映画)）（2007年2月17日，導演：園子溫） - 椎名百合子
- 我的女朋友和她的男朋友 Drop in Ghost（日语：僕の彼女とその彼氏 Drop in Ghost）（2007年2月24日，導演：森敦司）- 佐伯小夜  ※電影初主演
- 少林少女（2008年4月26日，導演：本廣克行（日语：本広克行）） - 高橋ひかり
- Pride 邁向榮耀之路（2009年1月17日，導演：金子修介） - 緑川萌
- 愛的曝光（2009年1月31日，導演：園子溫） - Yoko（沖島洋子）
- MAKE THE LAST WISH （2008年9月，導演：園子溫） - 小池ミナミ、ハナ（分飾兩角）
- 悄悄告訴你（日语：ちゃんと伝える）（2009年8月22日，導演：園子温 ）- 女高中生
- 庫希歐大佐（日语：クヒオ大佐）（2009年10月10日，導演：吉田大八） - 浅岡春
- 蝸牛食堂（2010年2月6日，導演：富永まい） - ミドリ
- 碎片（2010年4月3日，導演：安藤桃子） - 北川はる   ※主演
- 從河底問好（2010年5月1日，導演：石井裕也）- 佐和子  ※主演
- 惡人（2010年9月11日，導演：李相日）- 石橋佳乃
- 恐怖兔子3D（2011年9月17日，導演：清水崇）- 今里キリコ  ※主演[44]
- 一命（2011年10月15日，導演：三池崇史）- 美穗
- 走私者 搬運你的未來（日语：スマグラー#映画）（2011年10月22日，導演：石井克人）- 田沼ちはる
- 往復書簡：二十年後的作業（2012年11月3日，導演：阪本順治）
- 夏之殘戀（2013年8月31日，導演：熊切和嘉） - 知子  ※主演
- ハロー!純一（2014年2月15日，導演：石井克人） - ANNA  ※主演
- 投靠女與出走男（2015年5月16日，導演：原田眞人） - お吟
- 愚行錄（2017年，導演：石川慶） - 田中光子
- 海邊的生與死（日语：海辺の生と死）（2017年7月29日，導演：越川道夫） - トエ  ※主演
- 完美人生（2019年10月11日，導演：犬童一心） - 北原美春[45]
- 河畔小日子(2022年10月14日，導演:荻上直子) - 南 (女房東)
- 善良的牧本先生（2022年9月30日，導演：水田伸生）-  蕪木塔子 （女兒）
- 最后的里程（2024年8月23日，導演： 塚原亞由子）-  物流中心長官：舟渡伊蓮娜  ※主演

### 電視動畫
- I Love Me（2022年3月28日 - 3月30日，NHK教育頻道） - 所有角色
- cocoon 繭 ～來自某個夏天的少女們～（2025年3月下旬，NHK BS） - 主演・真由[46]

### 劇場版動畫
- ONE PIECE FILM GOLD（2016年7月23日，導演：宮元宏彰） - 卡莉娜
- 瑪麗與魔女之花（2017年7月8日） - 紅髮魔女（少女夏洛特）
- 鳳仙花（2025年10月10日） - 永田那奈[47]

### 電視劇
- 麦克斯·奥特曼（2005年7月2日－2006年4月1日，中部日本放送） - エリー  ※首部電視劇
- ダンドリ娘 （2006年6月21日－2006年8月23日，富士電視台） - 青木麗
- 紅之紋章（日语：紅の紋章） （2006年10月2日 - 2006年12月27日，東海電視台） - 辻綾子
- BROCCOLI（日语：ブロッコリー (テレビドラマ)）SP（2007年1月20日，富士電視台） - 橘香織
- 時效警察歸來（2007年4月27日，朝日電視台） - 清原みつよ（第3話客串）
- 假面騎士電王仮面ライダー電王（2007年5月20日、5月27日、9月16日，朝日電視台） - 沢田由香（第17、18、33話客串）
- 女刑事美雪〜京都洛西署物語〜（日语：女刑事みずき〜京都洛西署物語〜#2nd SEASON）「祇園祭に消えた少女!! 自殺予告の謎」 （2007年7月19日，朝日電視台） - 江藤泉（第二季第3話客串）
- 結婚詐欺師（日语：結婚詐欺師 (小説)） （2007年11月18日，WOWOW） - 藤本ゆか
- NHK晨間劇（NHK）
  - 瞳（2008年3月31日－2008年9月27日） - 橋本純子
  - 太陽公公（2011年4月4日 - 2011年10月1日]） - 筒井育子
- ネオコラ!東京環境会議 ビール瓶篇 （2008年10月13日，富士電視台）
- 252生存訊號episode.ZERO（2008年12月5日，日本電視台） - 長峰由貴
- Men☆dol ～帥男偶像～（2008年12月19日，東京電視台） - ハッタイ（第10話客串）
- 怨屋本舖REBOOT「愛され上手」前、後篇（2009年9月5日、2009年9月12日，東京電視台） - 青山ちはる（第5話客串）
- BLOODY MONDAYSeason2（2010年1月23日－2010年3月20日，TBS電視台） - 倉野理沙
- 月之恋人（2010年5月10日－2010年7月5日，富士電視台） - 安斎リナ
- 桃花期（2010年7月16日－2010年10月1日，東京電視台） - 中柴いつか
- 太宰治短篇小说集 系列三·第二夜～カチカチ山～（2010年9月28日，NHK電視台） - 兔
- 再見我們的幼稚園（日语：さよならぼくたちのようちえん (テレビドラマ)）（2011年3月30日，日本電視台） - 吉木万里
- 儘管如此也要活下去（2011年7月7日－2011年9月15日，富士電視台） - 遠山双葉
- 開拓者們（2012年1月1日－2012年1月22日，NHK BS Premium） - 主演・阿部ハツ  ※連續劇初主演
- Woman（2013年7月3日－2013年9月11日，日本電視台） - 主演・青柳小春  ※民放台連續劇初主演
- 彼岸之子（日语：かなたの子）第2篇《道理》（2013年12月1日，WOWOW） - 野宮朔美
- 父親的背影（日语：おやじの背中）第2篇《ウェディング·マッチ（Wedding Match）》（2014年7月20日，TBS電視台） - 青木誠  ※單篇形式電視劇
- 年輕人們2014（2014年7月9日－2014年9月24日，富士電視台） - 佐藤ひかり
- 對不起青春！（2014年10月12日－2014年12月21日，TBS電視台） - 蜂矢りさ
- 根性青蛙（2015年7月11日－2015年9月，日本電視台） - 青蛙ピョン吉（聲音演出）[48]
- 江戶川亂步短篇集 1925年的明智小五郎（NHK BS Premium） - 主演・明智小五郎
  - D坂殺人事件（2016年1月11日）
  - 心理測驗（日语：心理試験）（2016年1月23日）
  - 屋頂上的散步者（日语：屋根裏の散歩者）（2016年1月24日）
- 追憶潸然（2016年1月18日－2016年3月，富士電視台） - 女主角的母親（第一集聲音演出、第六集）[49]
- 小荳荳電視台（2016年4月30日－2016年6月11日，NHK） - 主演・黑柳徹子
- 我被爸爸绑架了（日语：キッドナップ・ツアー）（2016年8月2日，NHK） - のりちゃん（客串）
- 江戶川亂步短篇集II 妖しい愛の物語（NHK BS Premium） - 主演・明智小五郎
  - 何者（2016年12月26日）
  - 黑手組（2016年12月27日）
  - 人間椅子（2016年12月28日）
- 四重奏（2017年1月－2017年3月，TBS） - 世吹雀／綿來雀
- 破狱（2017年4月12日，东京电视台） - 佐久间光
- 監獄公主（2017年10月，TBS電視台） - 若井雙葉
- 江戶川亂步短篇集III（日语：シリーズ・江戸川乱歩短編集） 満島ひかり×江戸川乱歩（2018年12月30日，NHK BS Premium） - 主演[50]
  - 阿勢登場（日语：お勢登場）
  - 算盤が恋を語る話（日语：算盤が恋を語る話）
  - 非人之戀（日语：人でなしの恋）
- 甲子園とオバーと爆弾なべ（日语：オバー自慢の爆弾鍋）（2019年8月7日、NHK BS Premium）-ミサコ[51]
- 江戶川亂步短篇集IV 新!少年探偵団（NHK BS Premium） - 主演・明智小五郎
  - 怪人二十面相（2021年3月23日）
  - 少年探偵團（日语：少年探偵団_(小説)）（2021年3月24日）
  - 妖怪博士（日语：妖怪博士）（2021年3月25日）
- 邁向未來的10 Count（2022年4月14日 - 6月9日，朝日電視台） - 折原葵
- 初戀的惡魔 第6話 -（2022年8月20日 - 9月24日，日本電視台） - 淡野リサ（淡野莉莎）
- 芸芸众生（日语：生きとし生けるもの (テレビドラマ)）（2024年5月6日，东京电视台） - 幸田ちひろ

### 網路劇
- 足りない生活（2007年7月30日，VISION CAST：手機劇）
- 借金カノジョ（2008年1月，VISION CAST：手機劇） - 松下久恵
- First Love 初戀（2022年11月，Netflix） - 主演・野口也英（與佐藤健雙主演）

### 短片
- Last Ecstasy （2009年，导演：大山千贺子）あかね  ※主演

### 舞台劇、音樂劇
- 偽伝、樋口一葉（2006年12月6日－10日，シアターモリエール） - 樋口一葉 ※主演
- 見よ、飛行機の高く飛べるを（2007年2月8日－12日，俳優座） - 北川操
- 苦情の手紙（2007年8月21日，シアターサンモール） - 朗讀劇
- 農業少女（2007年8月30日、31日、9月1日，渋谷ギャラリールデコ） - 百子
- ルドンの黙示（2008年8月20日－24日，全7場，新國立劇場小劇場） - マリア（2008年11月、5日、10日、17日、20日、25日，CS）
- ネジと紙幣 based on 女殺油地獄（2009年9月17日－27日，天王洲銀河劇場 等）
- 鎌塚氏、すくい上げる（2012年8月9日－26日，本多劇場等） - 花房センリ
- 活了100萬次的貓（日语：100万回生きたねこ）（2013年1月8日－27日，東京藝術劇場） - 白猫  ※音樂劇，與森山未來雙主演
- いやむしろわすれて草（2013年5月16日－26日，青山圓形劇場）  ※主演（與伊藤步、福田麻由子、菊池亞希子）
- 秋のソナタ（2013年10月25日－11月3日，東京藝術劇場） - ※與佐藤オリエ的雙人戲劇
- 哈姆雷特（2015年1月22日－3月1日，彩之國埼玉藝術劇場（日语：彩の国さいたま芸術劇場）、梅田藝術劇場，日本站含加場共50場，導演蜷川幸雄） - Ophelia
  - 台灣場：2015年3月26、27、28、29日─國家戲劇院（台北）
  - 英國場：2015年5月21、22、23、24日─巴比肯藝術中心（倫敦）
- 海鷗（2016年10月－12月，東京藝術劇場） - Nina[52]
- 百鬼オペラ「羅生門」（2017年9月8日－25日，Bunkamura シアターコクーン / 兵庫、靜岡、名古屋） ※主演，與柄本佑雙主演
- 皆大歡喜（2019年7月30日－9月15日，東京藝術劇場） - Rosalind[53]

## 節目主持

### 電視節目
- 《XEBEC ONLINE（日语：ゼベック・オンライン）》（2003年9月30日－2005年3月30日，東京電視臺）
  - 2003年10月－2004年3月：副手主持人之一
  - 2004年4月－2004年9月：綜合主持人

### 廣播節目
- 《おとなの自動車保険 presents 光のメロディー》（2017年4月2日－6月25日，FM東京）─ 每週日15：30～15：55

## 節目出演

### 個人特輯
- 《女優 満島ひかり まだ見ぬ世界へ〜シェークスピアに挑む〜》（2015年2月25日，NHK BS Premium）─ 側拍特輯

### 擔任旁白
- The Nonfiction（日语：ザ・ノンフィクション）《せとうち発 潜水家族》（2011年12月11日）
- Human紀實片《車輪の一歩 激闘 車いすバスケット》（2011年12月30日）
- BS1《それでも日本人ジャーナリストは戦場に立つ》（2013年6月1日，NHK BS1） ※亦主演節目中的戲劇部分
- 7年ごとの記録《28歳になりました》（2013年8月，NHK）
- 100分名著《安妮日記》（2014年8月6日－27日，NHK） - 朗讀[54]
- ダウンタウンのガキの使いやあらへんで！！（2015年3月29日，NTV）

### 對談節目
- 2012年12月9日 富士電視台《我們的時代》─ 與三浦大知（Folder（日语：Folder (音楽グループ)）前團員）、福原美穗
- 2013年12月14日 MTV台 三浦大知《The Entertainer》─ 與三浦大知
- 2014年7月6日 富士電視台《ワカモノガタリ》─ 與社會學者古市憲壽（日语：古市憲寿）
- 2014年11月16日 富士電視台《我們的時代》─ 與安藤桃子、安藤櫻
- 2016年5月12日、5月19日 NHK電視台《Music Portrait（日语：ミュージック・ポートレイト）》─ 與妻夫木聰
- 2016年6月4日 NHK電視台《トットふたり》Special Talk─與黑柳徹子
- 2016年10月30日 富士電視台《我們的時代》─ 與Chara、中納良惠（EGO-WRAPPIN'）

### 現場節目
- 2017年6月16日 朝日電視台《MUSIC STATION》─ 與MONDO GROSSO（日语：MONDO_GROSSO）演唱（ラビリンス）
- 2018年2月16日 朝日電視台《MUSIC STATION》─ 與小沢健二（日语：小沢健二）演唱（ラブリー（日语：ラブリー_(曲)））、（アルペジオ(きっと魔法のトンネルの先)（日语：アルペジオ_(きっと魔法のトンネルの先)））

## 音樂作品

### 單曲
【註：Folder、Folder5時期不列入】
- 2009年：〈Pride～A Part of Me～〉─ 與Stephanie合唱
- 2014年：〈愛なしでは息もできない〉（電影《ハロー!純一》主題曲）
- 2017年：〈ラビリンス〉─ 為MONDO GROSSO（日语：MONDO GROSSO）樂團跨刀演唱

〈ラブリー〉與小沢健二合作演出Apple Music音樂節目Tokyo，Music&Us2017-2018(2017年12月8日配信)
- 2018年：〈ラブリー〉收錄於小沢健二第21張專輯《アルペジオ(きっと魔法のトンネルの先)（日语：アルペジオ_(きっと魔法のトンネルの先)）》(2018年2月14日CD發售)
- 2023年：〈回春 feat. 満島ひかり〉─ 與女王蜂合唱

### 演唱會
- 2015年11月23、29日：中島美雪致敬演唱會《歌緣》─ 獻唱嘉賓
- 2017年7月29日：MONDO GROSSO(大沢伸一) Fuji rock Festival 2017 at Red Marquee─ 獻唱嘉賓[55]
- 2018年4月23日-5月3日：小沢健二武道館演唱會《春の空気に虹をかけ》─ 獻唱嘉賓
- 2021年2月27日：いとうせいこう（日语：いとうせいこう）is the poet首張專輯《ITP 1》現場發布會at Blue Note Tokyo（日语：ブルーノート_(ジャズ・クラブ)）─ 獻唱嘉賓[56]

## 出版著作

### DVD
- キラリラ・ティーン（2005年5年20日）
- ゆっくり、お茶でもしませんか（2005年8月27日）
- 満島ひかり Perfect Collection（2005年12月22日 ライブドア）
- クラリズム（2006年5月25日 GPミュージアムソフト）
- 月刊 満島ひかり（2010年3月26日 イーネット・フロンティア）

### 寫真集
- 《少女たちのオキナワ》（1997年6月20日） ISBN 9784103262084
- 《アクターズスクールの不思議》（1997年8月10日） ISBN 9784594601164
- 《HIKARI photographs》（2002年7月15） ISBN 9784847027185
- 《あそびましょ。》（2005年8月18日） ISBN 9784054028159
- 《aURA》（2005年12月24日） ISBN 9784775601044
- 《ルドンの黙示》PHOTOBOOK（2008年8月20日）
- 《月刊 満島ひかり》（2010年2月10日） ISBN 978-4-10-790213-9

### 連載
- 《T.Tennis》2006年3月號〜2007年3月號
- 《Papyrus》28号〜 - 「まつげのここち」短篇小說

### 專文
- 《吉卜力教科書1 風之谷》（文春ジブリ文庫）「遅く起きた頭のがんがんする朝に」[57]
- 《広告》2015年2月「わたしの先生」[58]
- 《OCEANS》2017年6月號「#TATERUガールズ」[59]

## 歷年獎項
2009年度
- 蒙特利爾泛亞/奇幻国際電影節（Montreal Fantasia Film Festival） 最佳女主角獎（《愛的曝光》）
- 第1回TAMA電影獎（日语：TAMA CINEMA FORUM） 最優秀新進女優賞（《愛的曝光》、《Pride 邁向榮耀之路》）
- 第31回橫濱電影節 最優秀新人賞（《愛的曝光》、《庫希歐大佐（日语：クヒオ大佐）》、《Pride 邁向榮耀之路》）
- 第34回報知電影獎 新人賞（《愛的曝光》、《庫希歐大佐（日语：クヒオ大佐）》、《Pride 邁向榮耀之路》）
- 第83回電影旬報獎 助演女優賞（《愛的曝光》、《庫希歐大佐（日语：クヒオ大佐）》、《Pride 邁向榮耀之路》）
- 第64回每日電影獎 新人賞（《愛的曝光》）
- 第14回日本網路電影大獎 新人賞（《愛的曝光》、《庫希歐大佐（日语：クヒオ大佐）》、《Pride 邁向榮耀之路》）
- 第64回日本放送映畫藝術大獎 電影部門 優秀新人賞（《愛的曝光》）
- 第64回日本放送映畫藝術大獎 電影部門 優秀助演女優賞（《愛的曝光》）
- 第19回日本電影專業大獎（日语：日本映画プロフェッショナル大賞） 新人奨励賞（《Pride 邁向榮耀之路》）
- 第19回日本電影影評人大獎 新人賞（《愛的曝光》）

2010年度
- 蒙特利爾泛亞/奇幻国際電影節（Montreal Fantasia Film Festival） 最佳女主角獎（《從河底問好》）
- 第34回日本電影金像獎 優秀助演女優賞（《惡人》）[60]
- 第34回山路文子電影獎 新人女優賞（《惡人》）
- 第32回橫濱電影節 主演女優賞（《碎片》、《從河底問好》）
- 第15回日本網路電影大獎 助演女優賞（《惡人》）
- 第65回日本放送映畫藝術大獎 電影部門 優秀主演女優賞（《從河底問好》）

2011年度
- 日本電影電視製作協會Elan d'or獎（日语：エランドール賞）
- 第35回日本電影金像獎 優秀助演女優賞（《一命》）[60]
- 第4回東京國際戲劇節 優秀助演女優賞（《桃花期》、《再見我們的幼稚園》）
- TVnavi日劇年度大賞夏季檔 助演女優賞（《太陽公公》、《儘管如此也要活下去》）
- 第66回日本放送映畫藝術大獎 電視部門 最優秀主演女優賞（《儘管如此也要活下去》）

2012年度
- 第36回日本電影金像獎 優秀助演女優賞（《往復書簡：二十年後的作業》）[60]
- 第20回橋田獎 新人賞（《儘管如此也要活下去》、《太陽公公》）[18]
- 第67回日本放送映畫藝術大獎 電視部門 優秀主演女優賞（《開拓者們》）
- 第66回廣告電通獎「とどけ、熱量。」篇 演技賞

2013年度
- 第21回讀賣舞臺劇大獎（日语：読売演劇大賞） 杉村春子賞（新人賞）（《活了100萬次的貓（日语：100万回生きたねこ）》、《いやむしろわすれて草》）
- 第21回讀賣舞臺劇大獎（日语：読売演劇大賞） 優秀女優賞（《活了100萬次的貓（日语：100万回生きたねこ）》、《いやむしろわすれて草》）
- 第68回日本放送映畫藝術大獎 電視部門 優秀主演女優賞（《Woman》）
- 第68回日本放送映畫藝術大獎 電影部門 優秀主演女優賞（《夏之殘戀》）
- 第53屆ACC CM Festival クラフト賞　TV CM部門　演技賞（《CalorieMate》、《TOYOTOWN》）
- 第40回放送文化基金獎（日语：放送文化基金賞） 演技賞（《Woman》）[6]
- 第9回JAPAN Women of the Year[61]
- 第67回廣告電通獎「人類與獵豹」篇[62]

2014年度
- 第7回東京國際戲劇節 主演女優賞（《Woman》）[63][64]
- 第83回日劇學院賞 助演女優賞（《對不起青春！》）
- 日刊體育日劇大賞秋季檔 助演女優賞（《對不起青春！》）
- TVNavi日劇大賞秋季檔 助演女優賞（《對不起青春！》）

2015年度
- 第1回CONFiDENCE日劇大獎 助演女優賞（《根性青蛙》）[65]
- 第86回日劇學院賞 助演女優賞（根性青蛙）
- 第39回日本電影金像獎 優秀助演女優賞（《投靠女與出走男》）
- 第25回日本電影影評人大獎 優秀助演女優賞（《投靠女與出走男》）

2016年度
- 第4回CONFiDENCE日劇大獎 主演女優賞（《小荳荳電視台》）
- CONFiDENCE日劇大獎 年間大賞 主演女優賞（《小荳荳電視台》）
- 第54回銀河賞 電視部門個人賞（《小荳荳電視台》、《四重奏》、《江戶川亂步短篇集II 妖しい愛の物語》）
- 第43回放送文化基金賞（日语：放送文化基金賞） 演技賞（《小荳荳電視台》）

2017年度
- 第92回日劇學院賞 主題曲賞《大人的法則》（《四重奏》）
- 第9回TAMA電影獎（日语：TAMA CINEMA FORUM） 最佳女主角（《海邊的生與死（日语：海辺の生と死）》、《愚行錄》）

2018年度
- 第95回日劇學院賞 助演女優賞（《監獄公主》）
- 第32回高崎映画祭（日语：高崎電影節） 最佳女主角（《海邊的生與死（日语：海辺の生と死）》）
- 第27回日本電影影評人大獎 最佳女主角（《海邊的生與死（日语：海辺の生と死）》）

## 外部連結
- 滿島光的Instagram帳戶（2015年2月14日─2015年7月27日）
- 滿島光的Instagram帳戶（2016年1月29日─2017年11月1日）
- 滿島光的Instagram帳戶（2019年3月19日─）
- 蜂矢りさ （页面存档备份，存于）（《對不起青春！》Instagram，由滿島光更新，期間限定）